# Koronal konsonant
Koronaler (även framtungskonsonanter eller predorsaler) är konsonanter som uttalas genom att främre delen av tungan (tungspetsen och tungbladet) bildar kontakt med tänderna och/eller tandvallen. Huvudtyperna bland koronalerna är dentaler och alveolarer.
I svenskan dominerar de dentala koronalerna i [d], [t], [n], [l]. I engelskan är motsvarande konsonanter i typfallet alveolara. I vissa språk, till exempel hindi, är skillnaden mellan dentaler och retroflexer distinktiv.